# V
 Ovo je glavno značenje pojma V. Za album glazbenog sastava Gustafi pogledajte V (album).
V je 28. slovo hrvatske abecede. Označava uglavnom labiodentalni aproksimativni suglasnik. Također je:
- oznaka za rimski broj 5
- u glagoljici oznaka za broj 3
- u fizici znak za brzinu (v)
- u kemiji znak za vanadij
- u SI sustavu znak za volt

## Povijest
Razvoj slova „V” moguće je pratiti tijekom povijesti:
| Protosemitsko waw | Feničko waw | Grčko ipsilon | Etruščansko V | Rimsko V |
| Protosemitsko waw | Feničko waw | Grčko ipsilon | Etruščansko V | Rimsko V |